# Гертруда (Бавария и Саксония)
Вижте пояснителната страница за други личности с името Гертруда.
Гертруда (на немски: Gertrud von Bayern und Sachsen; * 1154, † 1 юни 1197) e херцогиня на Швабия (1166 – 1167) и кралица на Дания (1182 – 1197).

## Биография
Дъщеря е на Хайнрих Лъв (1129 – 1195) от фамилията Велфи, херцог на Бавария и Саксония, и първата му съпруга Клеменция фон Церинген († 1167) от рода Церинги.
През 1166 г. Фридрих I Барбароса омъжва в Улм 12-годишната Гертруда за братовчед му херцог Фридрих IV от Швабия († 19 август 1167, Рим) от династията Хоенщауфен, от 1152 г. херцог на Швабия.
През 1167 г. Фридрих IV тръгва за Италия с императорската войска под командването на Барбароса. Там той се разболява от малария и умира на 19 август 1167 г. Краткият им брак остава бездетен.
През февруари 1777 г. вече порасналата Гертруда се омъжва в Лунд за Кнуд VI († 12 април 1202), от 1170 г. крал на Дания, син на крал Валдемар I. Този брак също е бездетен.
Гертруда умира на 1 юли 1197 г. Погребана е в църквата Св. Гертруда в днешния Криханстад, южна Швеция.